# Tri.be
Le Tri.be (트라이비?, stilizzato tutto in maiuscolo, abbreviazione di Triangle Being) sono un girl group sudcoreano formato nel 2021 sotto la TR Entertainment e la Universal Music Group. Il gruppo, composto da sette membri, ha debuttato il 17 febbraio 2021 con il singolo Tri.be Da Loca.

## Storia
Songsun e Hyunbin erano ex trainee della Banana Culture, agenzia delle EXID. Kelly era una concorrente nel programma di competizione cinese Youth With You 2, sotto la Lion Heart Entertainment, agenzia che gestiva le Tri.be prima che debuttassero. Si è classificata alla 64ª posizione.

### 2021–presente: Debutto conTri.be Da Locae primo EPVeni Vedi Vici
Il 29 dicembre 2020 è emerso che il produttore sudcoreano Shinsadong Tiger e la Universal Music Group avevano intenzione di far debuttare un nuovo gruppo femminile nel 2021.
Il 4 gennaio 2021 gli account ufficiali del gruppo sono stati aperti e hanno pubblicato il logo ufficiale, che rivelavano il nome del gruppo. All'inizio di febbraio dei video promozionali e dei teaser sono stati pubblicati, così come la data di debutto. In occasione del loro esordio, il gruppo ha avuto il suo primo reality show online, intitolato Let's Try! Be.
Le Tri.be hanno debuttato il 17 febbraio 2021 con il singolo Tri.be Da Loca, contenente il brano principale "Doom Doom Ta" e il brano secondario "Loca". Ambo i brani sono stati prodotti da Shinsadong Tiger e da LE delle EXID.
Nello stesso giorno del debutto, è stato annunciato che il gruppo avrebbe firmato un contratto con la Republic Records per la gestione delle promozioni del gruppo al di fuori della Corea del Sud.
Il 18 maggio il gruppo fa il suo primo ritorno con il singolo Conmigo, che consiste nella traccia principale "Rub-A-Dum" e il brano secondario "Loro".
Il 12 ottobre le Tri.be pubblicano il loro primo EP Veni Vidi Vici, con la title track "Would You Run". Il 25 novembre il gruppo fa uscire un singolo speciale natalizio intitolato "Santa For You".
Il 2 dicembre viene rivelato che il gruppo avrebbe partecipato alla colonna sonora della serie Cartoon Network We Baby Bears. La canzone, che s'intitola "The Bha Bha Song", è stata pubblicata il 17 dicembre 2021.
Il 9 agosto 2022 le Tri.be pubblicano il singolo Leviosa, contenente la title track "Kiss" e la traccia secondaria "In The Air (777)".

## Formazione
- Songsun (송선) – leader, voce
- Kelly (켈리) – voce
- Jinha (진하) – voce
- Hyunbin (현빈) – rap, voce
- Jia (지아) – voce
- Soeun (소은) – voce
- Mire (미레) – voce

## Discografia

### EP
- 2021 – Veni Vidi Vici
- 2023 – W.A.Y

### Singoli
- 2021 – Tri.be Da Loca
- 2021 – Conmigo
- 2021 – The Bha Bha Song
- 2021 – Santa for You
- 2022 – Leviosa

## Filmografia

### Reality show
- Let's Try! Be (2021) – reality show di debutto